# Mettis (bus à haut niveau de service)
Pour les articles homonymes, voir Mettis.
Mettis est l'appellation des deux lignes de bus à haut niveau de service (BHNS) de Metz Métropole. Sa mise en service le 5 octobre 2013 s'est accompagnée d'une restructuration profonde du réseau de bus. Mettis est exploité par la SAEML TAMM (groupe Keolis). Le coût du projet est de 230 millions d'euros. Une 3e ligne, la ligne C, est en construction.

## Les lignes
Les lignes A et B partagent un tronc commun de 5,4 kilomètres de long. La fréquence de passage des véhicules est de dix minutes sur chaque ligne aux heures de pointe, ce qui donne au tronc commun une fréquence de cinq minutes entre chaque bus.

### Parkings-relais
Trois parcs relais (P+R) sont implantés le long des axes des lignes A et B. Ils permettront aux automobilistes de stationner leur véhicule et d'emprunter le bus. Ils sont situés:
- Au terminus de Woippy. Station Woippy de la ligne A.
- Sortie d'autoroute de Metz-Nord. Station Rochambeau  de la ligne A.
- Foire Internationale de Metz (FIM). Station Foire Expos de la ligne B.
- Marly. En construction sur le futur terminus de la ligne C.

### Le matériel roulant

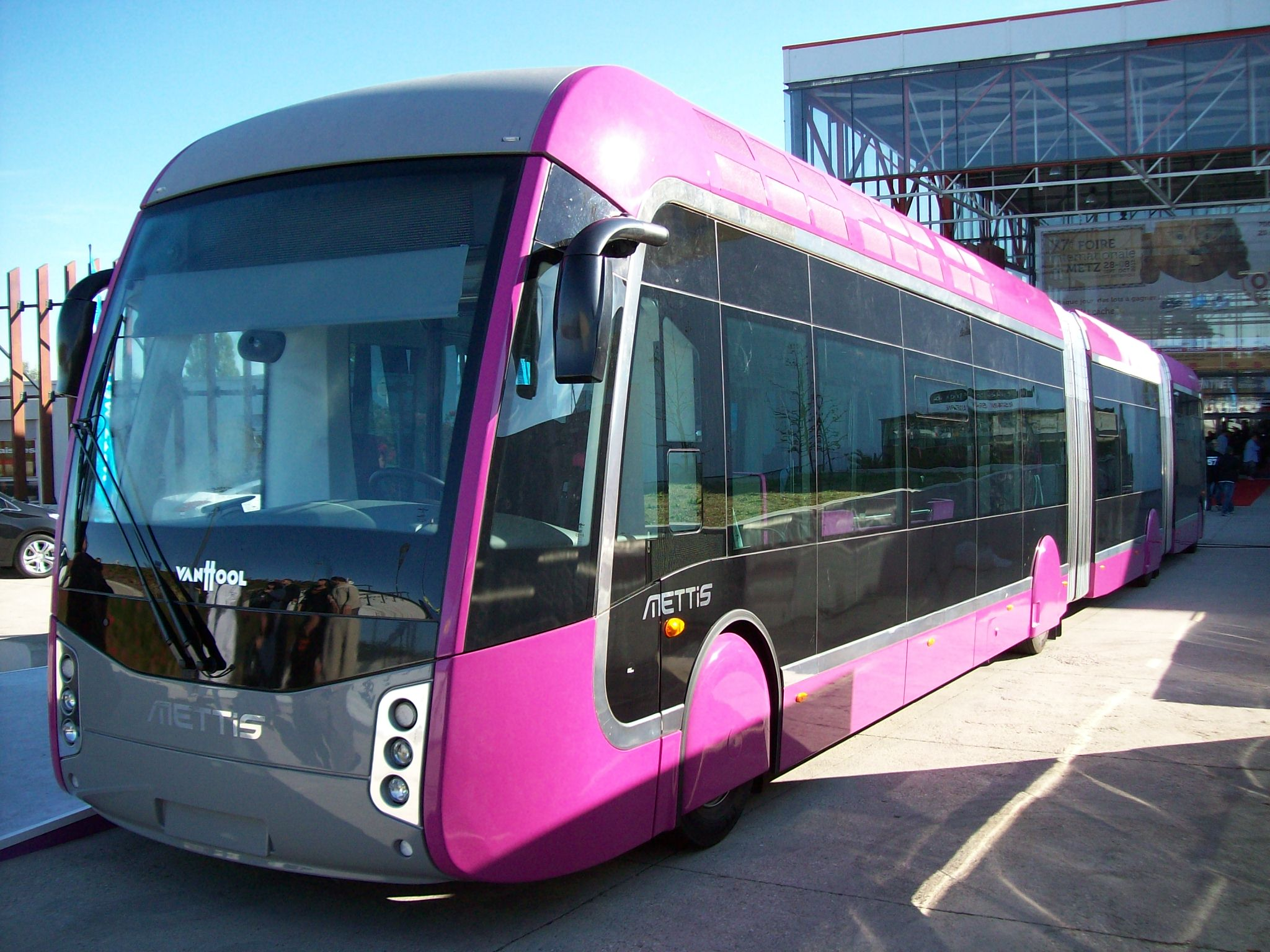
le Van Hool ExquiCity en version Mettis, présenté au public en marge de la Foire Exposition 2012 de Metz.

Vingt-sept autobus de type BHNS d'une longueur de 23,82 mètres sont utilisés sur les deux lignes. 
La motorisation est de type hybride diesel-électrique (c'est-à-dire une chaîne de traction composée de : génératrice diesel - batterie de régulation - moteurs de traction électriques). Leur capacité est de 150 passagers par véhicule.

Le design est spécifique et l'intégralité du bus est accessible aux personnes à mobilité réduite (PMR).
Les matériaux à l’intérieur du bus sont choisis résistants au feu et à la lacération, tout en permettant un nettoyage facilité. L’extérieur du bus est traité contre les graffitis. Enfin, les caméras de vidéosurveillance à l’intérieur du bus ont un effet dissuasif sur les dégradations.
C'est le constructeur Belge Van Hool avec son modèle Exqui.City 24, issu de la nouvelle gamme Exqui.City destinée au marché des BHNS qui a remporté l'appel d'offres, face au constructeur suisse Hess et au néerlandais APTS. Le marché porte sur 27 bus bi-articulés et comporte une option sur 9 véhicules supplémentaires.
Le coût unitaire d'un bus est de 855 000 euros hors taxes.

### Exploitation

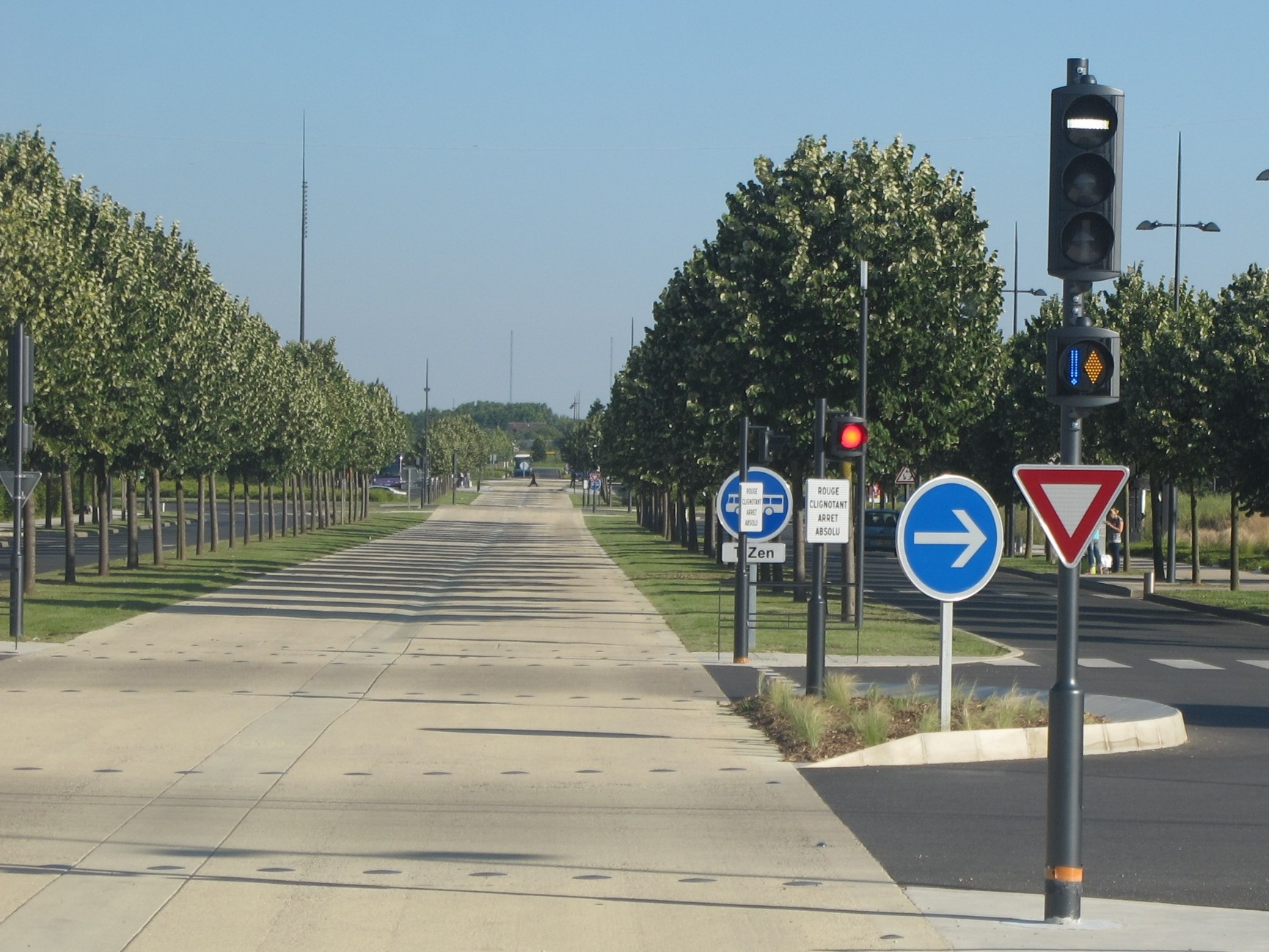
Exemple de signalisation tramway sur un site propre bus en région parisienne.

Les bus des lignes A et B circulent en site propre avec priorité aux feux et signalisation de type tramway aux intersections afin de maintenir la vitesse commerciale et garantir la ponctualité.
Le conducteur dispose d'une cabine de conduite isolée de l'espace voyageurs. De fait, il n'est plus possible d'acheter un titre de transport à bord. Des distributeurs automatiques sont installés à chaque station du parcours des deux lignes Mettis.

### Centre de maintenance
Un nouveau centre de maintenance a été inauguré le 11 avril 2013, situé au no 10 de la rue des Intendants Ernest et Joseph Joba à Metz-Nord, il s'étend sur 8,5 hectares. Il est situé entre les stations Joba et Cassin de la ligne A.
Il abrite l'ensemble des véhicules du réseau exploités par les TAMM, c'est-à-dire les BHNS et les autres véhicules.
L'ancien dépôt situé avenue de Blida à Chambières s'est transformé en un lieu de création, de production, d'innovation artistique nommé « Tcrm-Blida » .

## Descriptif du projet
D’une longueur totale de 17,8 km, les deux lignes à haut niveau de service circulent en site propre avec priorité aux feux. Elles possèdent un tronc commun d’un total de dix stations, dans le centre de Metz. 
La ligne A relie Woippy à Borny et la ligne B effectue le trajet de l’île du Saulcy à l'Hôpital de Mercy du CHR Metz-Thionville via le Technopôle. Un tronc commun leur est dévolu entre le boulevard Sérot et le boulevard de Provence, traversant le centre-ville, le centre-gare et desservant le centre Pompidou-Metz.

### Appellation

LE MET'

Un débat a eu lieu sur le nom à donner à ce BHNS, de même qu'à tout le réseau de bus réorganisé. Le terme « Busway » souvent employé renvoie à l'appellation commerciale du réseau de Nantes. Du 19 janvier au 13 février 2009, une concertation a lieu auprès de la population. Trois couples de noms étaient proposés pour les nouveaux bus à haut niveau de service (BHNS) et le nouveau réseau : 
- MET (Metz Transport Express), réseau Mettis
- TEM (Transport Express Messin), réseau Temmis
- TAMMWAY, réseau TAMM (Transports d'avenir de Metz-Métropole)

Le vote du public s'est finalement porté sur le couple de noms Mettis / MET.
L'usage a finalement fait que Mettis devienne le nom du BHNS, le terme MET étant oublié dans un premier temps.
À la suite de l'appel d'offres pour la délégation 2012-2023, l'opérateur du réseau s'appelle TAMM (Transports de l'agglomération de Metz-Métropole).
En juin 2012, Metz-Métropole présente la nouvelle marque du réseau, qui sera Le Met' (avec une apostrophe à la fin), qui reprend le choix de 2009 mais en inversant la marque du BHNS et celle du réseau.
À titre d'anecdote, on peut toutefois noter qu'au IVe siècle, le nom latin de Metz, Divodurum Mediomatricorum dériva et se simplifia d'abord vers Médiomatrix, puis Mettis, rencontré pour la première fois vers 400 et duquel est issu le nom de Metz.

### Calendrier
Une enquête publique a eu lieu du 16 novembre au 16 décembre 2009. La déclaration d'utilité publique a été effectuée le 17 mai 2010.
Dès le mois d'avril 2010, les travaux préparatoires et de déviation des réseaux souterrains ont débuté, et c'est en 2011 qu'ont commencé les travaux de plateforme et des divers aménagements de surface ainsi que la construction du centre de maintenance.
L'aménagement des stations et le début de livraison des véhicules se sont effectués en 2012. Les essais à blanc se sont déroulés à partir de mai 2013, suivis le 5 octobre de la même année, par l'inauguration des deux lignes.

### Inauguration

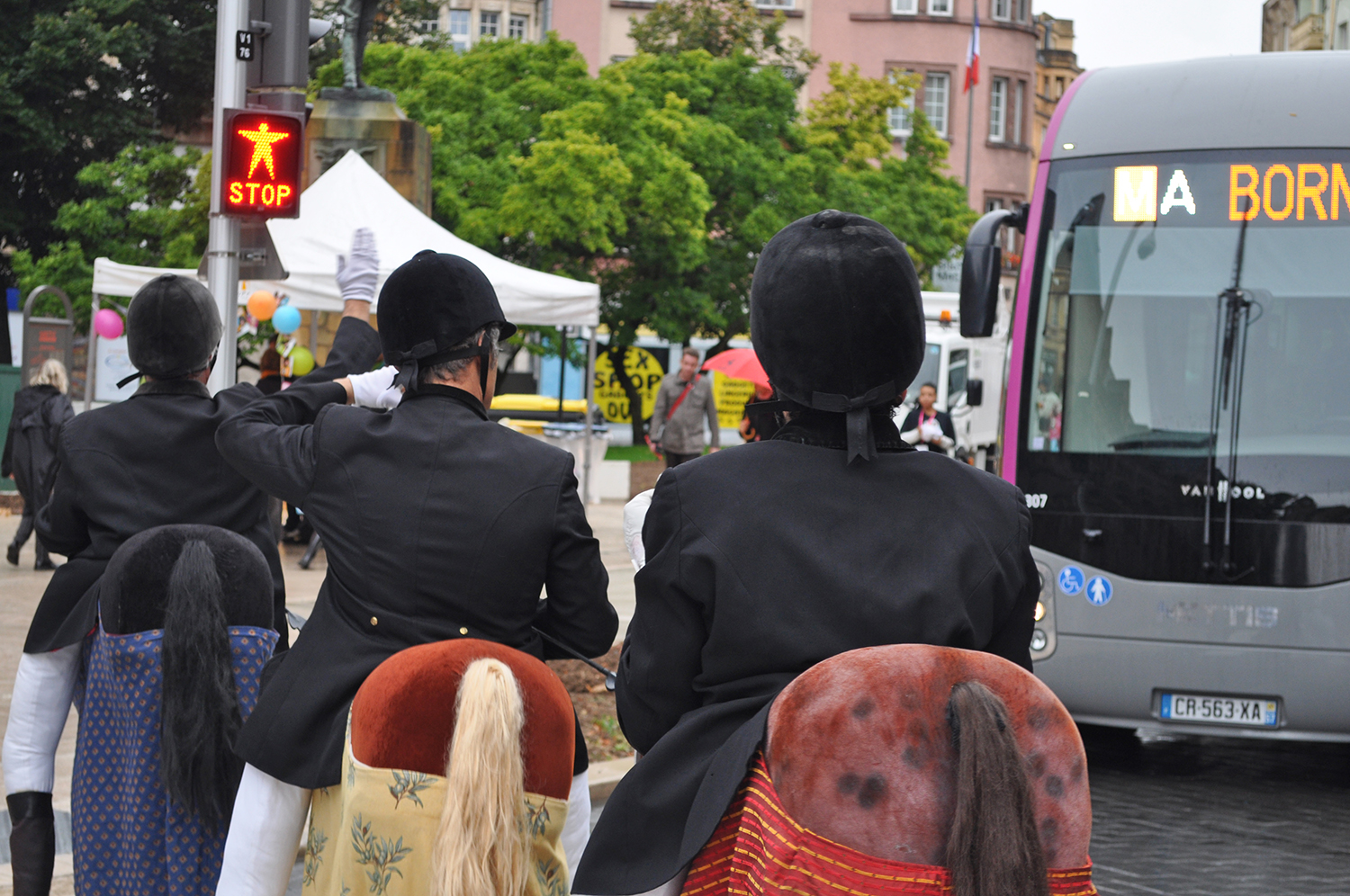
Les Horsemen (compagnie Les Goulus) à l'inauguration METTIS

Les 5 et 6 octobre 2013 ont été marqués par l'inauguration des lignes METTIS et la mise en service du réseau de transport LE MET'. Le samedi 5 octobre, cinq BHNS METTIS en provenance des terminus se sont rejoints, en arrivant en même temps sur la place. À 12 h précise, les BHNS ont alors ouvert leurs portes pour embarquer les premiers usagers et signifier ainsi le lancement officiel du réseau LE MET’. Tout au long du weekend, les arts de la rue ont été mis à l’honneur. Les spectacles présentés correspondaient à la thématique du transport et d’une nouvelle façon de se déplacer. Les communes de Metz Métropole ont elles aussi fait partie de la fête puisque de nombreuses compagnies présentes à Metz le samedi y ont délocalisées leurs spectacles. Pendant ces deux journées de fête, tous les déplacements en bus sur le réseau LE MET’ étaient entièrement gratuits.

### Restructuration du réseau Bus

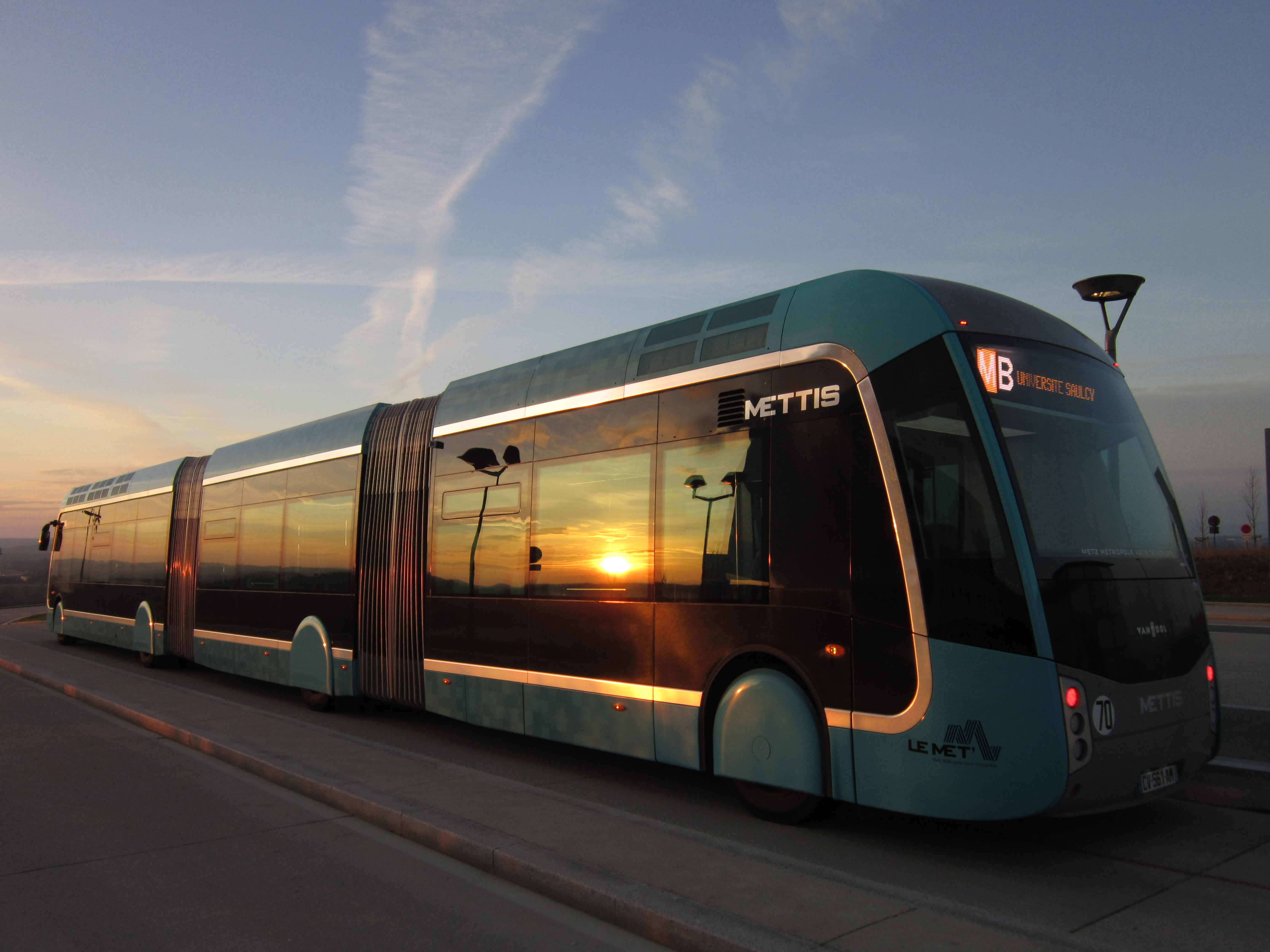
Bus bi-articulé des lignes METTIS, en service depuis octobre 2013.

Afin d'accompagner la mise en service des 2 lignes à haut niveau de service, le réseau TCRM a été profondément restructuré en deux étapes distinctes :
- 3 septembre 2012 :

restructuration des lignes suburbaines (101 à 113) et scolaires (200 à 299) du réseau.
création du TAD zonal.
les lignes restructurées sont exploitées sous la nouvelle marque du réseau : LE MET'.
- 5 octobre 2013 :

mise en service des lignes Mettis A et B, avec maintien en parallèle de l'ancien réseau urbain TCRM
- 7 octobre 2013 :

restructuration complète du réseau urbain
nouvelle identité commerciale pour tout le réseau, la marque TCRM disparaît et devient LE MET'.
- 6 janvier 2014 :

À la suite des réclamations et observations collectées sur le terrain, il est apparu qu’un certain nombre d’adaptations pouvaient être réalisées sur le réseau LE MET’ afin d’en optimiser la qualité de service.
Dans l’objectif de trouver l’offre de service public la plus adaptée à la majorité de la population, des adaptations ont donc été apportées .

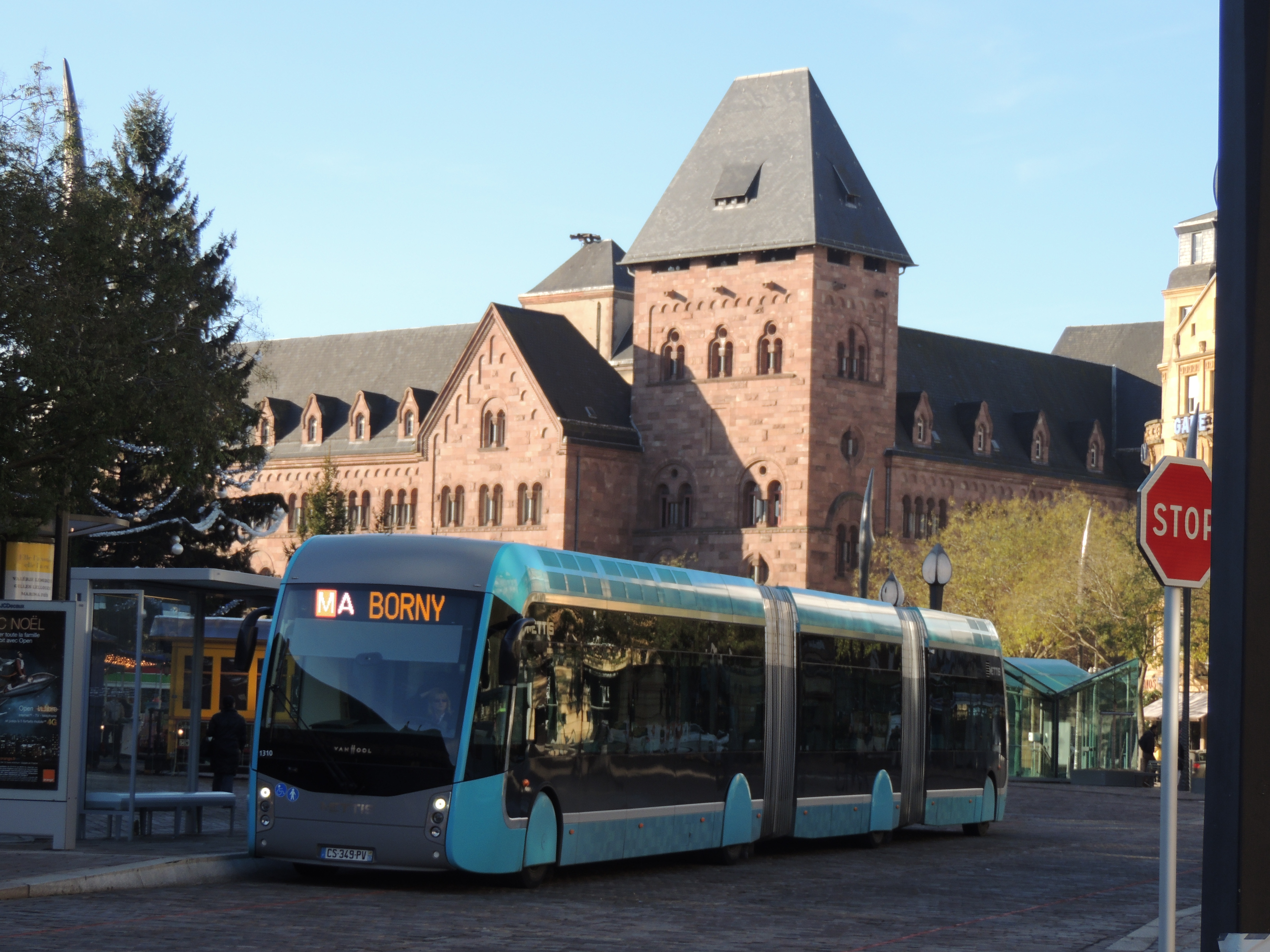
L'amélioration de la desserte des deux lignes Mettis se poursuit grâce à l'exploitation des résultats sur la première année de fonctionnement commercial.

(A Queuleu, au Sablon, dans certains quartiers de Montigny, des pétitions ont circulé pour se plaindre d'un arrêt supprimé, ou déplacé, d'une cadence insatisfaisante ou d'une ligne inadaptée. À Woippy, des habitants ont exprimé leur mécontentement de voir désormais le bus passer dans leur rue : d'autres riverains ont lancé une contre-pétition pour le maintien de ce nouveau service. Comme compromis, le bus y passera toujours, mais moins souvent.)
- Ajustements ponctuels d’horaires pour améliorer la desserte de certains lieux ;
- Recalage d’horaires pour améliorer la régularité ;
- Adaptations capacitaires à la suite du succès de certaines dessertes ;
- Amélioration de l’offre sur certains quartiers.

Ces adaptations se déroulent selon trois principes :
- Adapter depuis le 6 janvier 2014, pour ce qui peut être fait rapidement ;
- Les adaptations se feront sans injecter de budget pour leur mise en place ;
- Des études seront réalisées pour des modifications complémentaires à partir de septembre 2014.

### Écologie
La création du METTIS a nécessité l'abattage de 900 arbres.

1200 nouveaux arbres fournis par une société néerlandaise ont été replantés pour remplacer les 900 abattus.

### Sécurité
Lors du conseil Municipal du 25 avril 2013,, il a été décidé d'équiper les 2 lignes du METTIS de caméras sur l'ensemble du trajet ainsi que dans les stations de bus pour un coût d’installation estimé à 432 005 €.
- chacune des 37 stations sera équipée pour un total de 70 caméras.
- 20 caméras s'ajouteront aux 29 existantes aux carrefours stratégiques de la plateforme du METTIS.
- les 3 parkings relais seront chacun équipés de 4 caméras dôme soit 12 au total.
- 3 sites majeurs seront renforcés par 9 caméras dôme : Place de la République / Esplanade, Place du Général de Gaulle / Gare et les Boulevards Provence Alsace / Boîte à Musique
- enfin, sur le Centre-ville, 9 caméras dômes supplémentaires vont être installées et une modernisation ainsi qu’une modification du positionnement des caméras existantes vont être réalisées afin d’augmenter les champs de vision des secteurs surveillés.

L’espace public est ainsi couvert par 200 caméras visionnables en temps réel dont 171 enregistrent et conservent les images dans les délais légaux et dont l’usage peut être mobilisé pour la sécurité du citoyen et de l’usager.
Les 2 lignes du METTIS sont principalement dédiées aux 2 quartiers en zone ZUS de Metz; Metz Nord / La Patrotte et Metz-Borny.

## Bilan

### Fréquentation
Annoncée au départ à 25 000 voyageurs par jour, la fréquentation du Mettis n’a cessé de progresser. Le Mettis transportait 32 000 passagers par jour en 2014. Il en transporte en 2017 entre 37 000 et 38 000 par jour. En 2018 les chiffres montent à 46 000 voyageurs par jour.

### Extensions futures

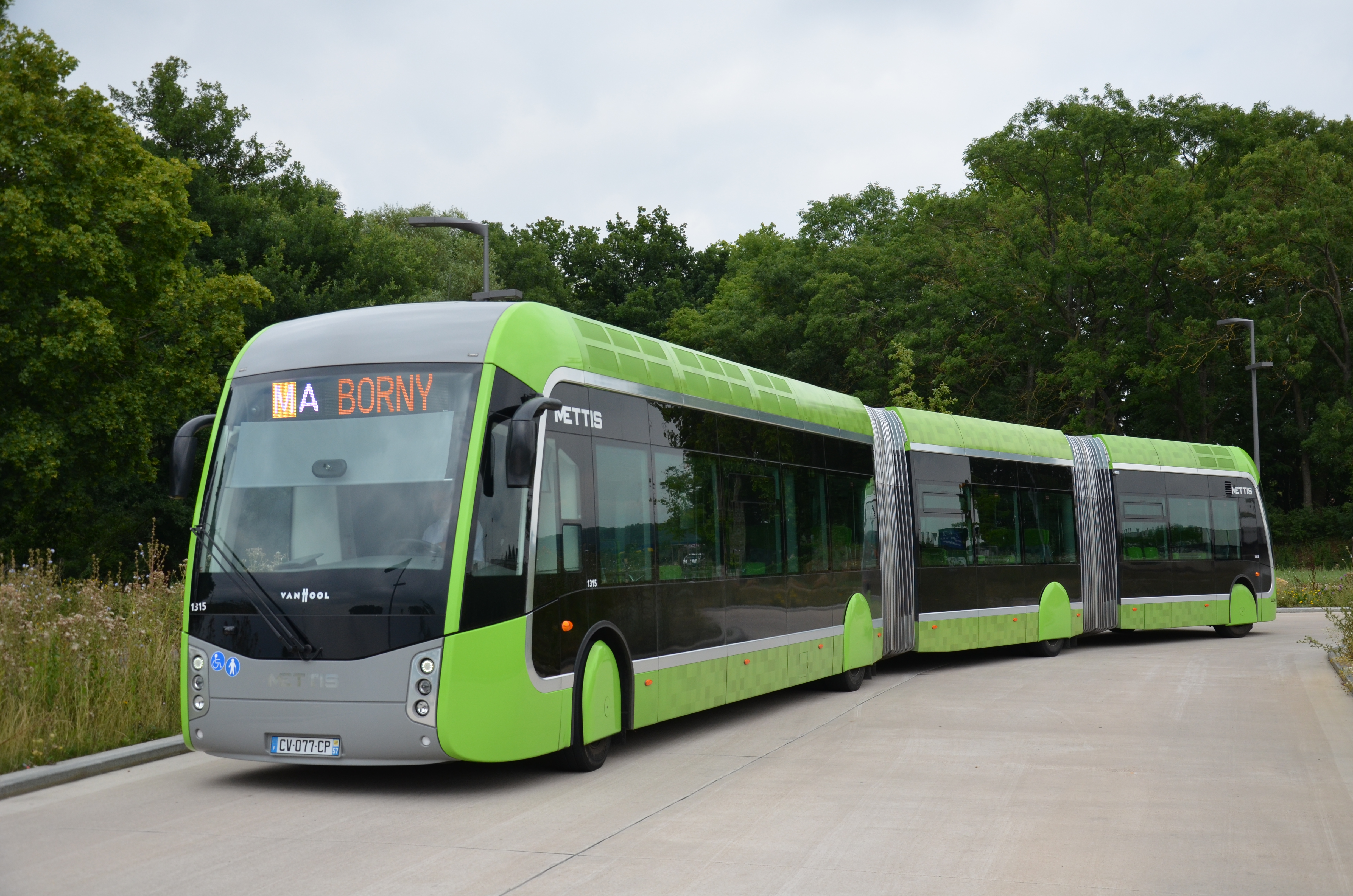
Van Hool Exquicity au terminus P+R Woippy sur la ligne A du Mettis de Metz.

Une 3e ligne de Mettis est prévue pour 2027 (ligne C), elle reprendrait l’actuelle ligne de bus L2 reliant Marly à Metz-Centre via Montigny-les-Metz.
La Ligne A du Mettis doit quant à elle être prolongée de Borny vers l’hôpital Robert-Schuman au moyen d’une nouvelle branche. Son ouverture doit intervenir à l'automne 2025 et remplacer la desserte actuellement assurée par la ligne de bus C14.